# Cmentarz ewangelicki w Dąbiu
Cmentarz ewangelicki w Dąbiu – nieczynny, zabytkowy cmentarz ewangelicko-augsburski w Dąbiu.

## Historia
Cmentarz został założony na początku XIX wieku, wraz z powstaniem w Dąbiu parafii ewangelickiej. W 1912 roku cmentarz został ogrodzony staraniem pastora Antoniego Rutkowskiego. W 1930 roku na cmentarzu zbudowano niewielką dzwonnicę.
W związku z opuszczeniem miasta przez ewangelików po II wojnie światowej cmentarz znalazł się we władaniu urzędu miasta i gminy, nie był on jednak w żaden sposób konserwowany, co doprowadziło do jego dewastacji. Władze gminy pozwalały m.in. na magazynowanie na cmentarzu zapasów piasku zmieszanego z solą potrzebnego służbom drogowym w okresie zimowym. 

## Stan obecny
Dzięki staraniom Towarzystwa Przyjaciół Miasta Dąbia w 2004 roku rozpoczęto na cmentarzu prace renowacyjne. Podczas prac znaleziono na cmentarzu tablice z nazwiskami żołnierzy poległych w I wojnie światowej, na cmentarzu pochowano 10 żołnierzy niemieckich i 9 rosyjskich, których upamiętniono następnie symboliczną kwaterą na cmentarzu. 
W centralnej części cmentarza znajdowała się kwatera przeznaczona dla pastorów, która została w trakcie prac odrestaurowana, postawiono na niej m.in. 80-centymetrowy krzyż z piaskowca oraz odnowiono obramowanie, skradziono jednak z niego liczącą ponad 20 metrów długości żeliwną kratę. Na kwaterze umieszczono też 7 epitafiów poświęconych dąbskim pastorom. Na cmentarzu utworzono także lapidarium złożone z 38 odnowionych nagrobków zwiezionych z 6 innych cmentarzy ewangelickich w gminie Dąbie. Odnowiono także stojącą w centralnym punkcie cmentarza dzwonnicę.
Cmentarz ma powierzchnię 5 255 metrów kwadratowych, jest własnością parafii Ewangelicko-Augsburskiej w Koninie. Cmentarz figuruje w gminnej ewidencji zabytków.